# Dimalus platamodes
Dimalus platamodes är en skalbaggsart som beskrevs av Sylvain Auguste de Marseul 1870. Dimalus platamodes ingår i släktet Dimalus och familjen stumpbaggar. Inga underarter finns listade i Catalogue of Life.